# Oslobođenje
Oslobođenje (en español: Liberación) es un popular periódico de Sarajevo, en Bosnia Herzegovina.

## Historia

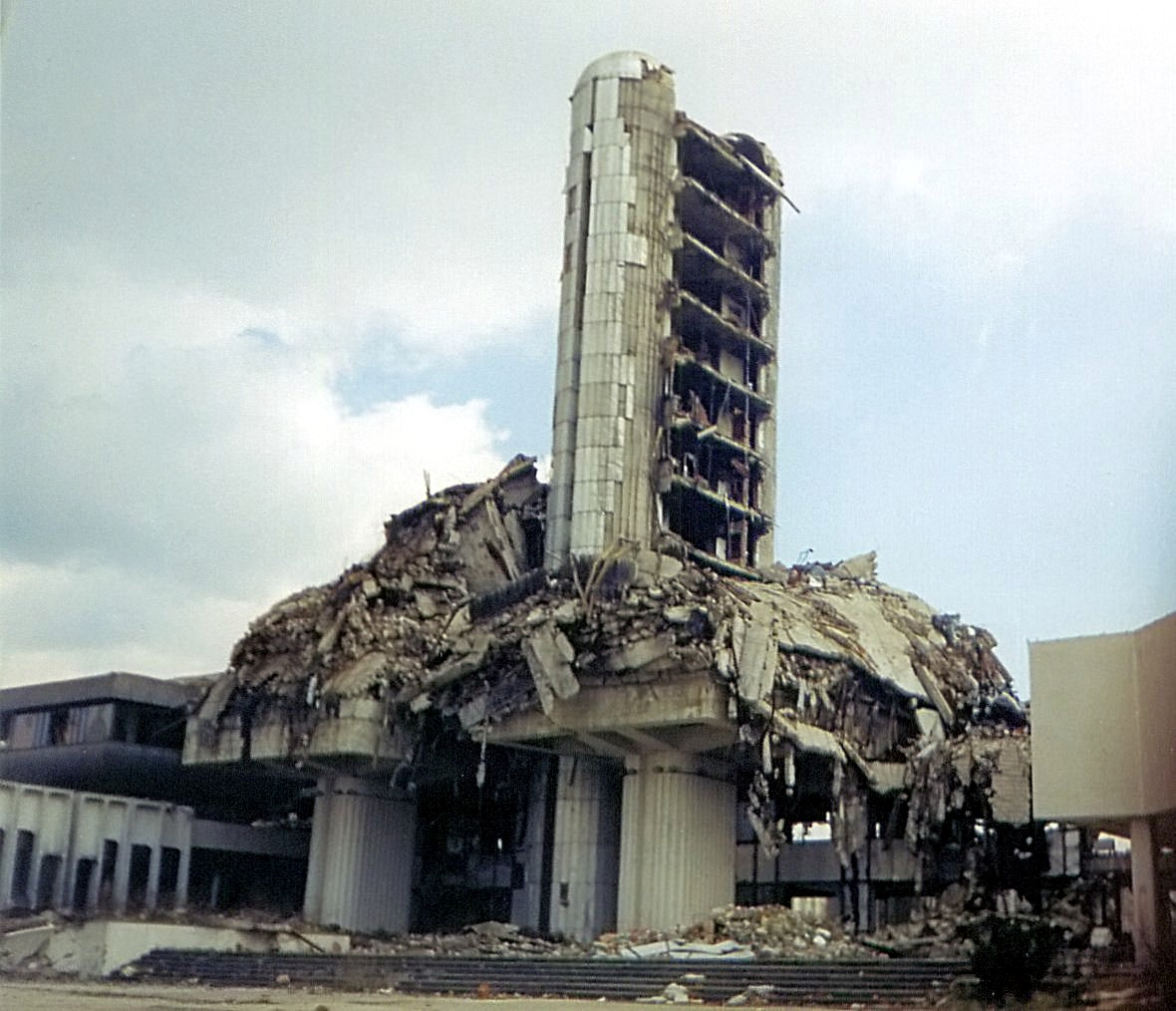
Antiguo edificio de Oslobođenje en 1992, parcialmente destruido durante el sitio de Sarajevo.

Fue fundado el 30 de agosto de 1943 en Donja Trnova, cerca de Ugljevik, como un periódico antinazi durante la Segunda Guerra Mundial.
Durante la guerra de Bosnia y el sitio de Sarajevo, los redactores y la dirección de Oslobođenje trabajaron desde un improvisado despacho en un refugio contra los bombardeos, después de que el edificio de diez pisos donde se encontraba la redacción fue destruida al ser considerado un objetivo en el conflicto. Durante la guerra murieron cinco de sus miembros, y otros veinticinco resultaron heridos.
En 1993 recibió el Premio Sájarov por la libertad de pensamiento. Sus editores, Kemal Kurspahić y Gordana Knezević, fueron nombrados Editores del Año también en 1993, por el World Press Review, por su «bravura, tenacidad y dedicación a los principios del periodismo». Durante la guerra, su equipo formado por bosnios musulmanes, bosnios, serbobosnios y bosniocroatas consiguieron sacar adelante el periódico cada día, excepto uno.
En 2006, la empresa fue comprada a través de la Bolsa de Valores de Sarajevo por dos grandes industrias de la ciudad: la Fábrica de Tabaco de Sarajevo y la cervecera Sarajevska Pivara.

## Premios y reconocimientos
- Periódico del Año en 1989 (República Socialista Federal de Yugoslavia)
- Premio al Periódico del Año 1992 (BBC y Granada TV - Gran Bretaña)
- Premio a la Libertad 1993 (Dagens nyheter-Estocolmo y Politiken Copenhagen)
- Premio Óscar Romero 1993 (The Rothko Chapel - Houston, Texas)
- Premio Louis M. Lyons de la Fundación Nieman por la conciencia e integridad del periodismo en 1993 (Universidad de Harvard - Estados Unidos)
- Premio a los Logros en el Periodismo 1993 (Inter Press Service - Roma)
- Medalla de Honor de la Escuela de Periodismo de la Universidad de Misuri en 1995 por su publicación continua durante el sitio de Sarajevo.
- Premio Andrei Sájarov 1993 (Parlamento Europeo - Estrasburgo, Francia)